# Зігрісвіль
Зігрісвіль (нім. Sigriswil) — громада  в Швейцарії в кантоні Берн, адміністративний округ Тун.

## Географія
Громада розташована на відстані близько 33 км на південний схід від Берна.
Зігрісвіль має площу 55,4 км², з яких на 4,7% дозволяється будівництво (житлове та будівництво доріг), 39,3% використовуються в сільськогосподарських цілях, 47,1% зайнято лісами, 8,9% не є продуктивними (річки, льодовики або гори).

## Демографія
2019 року в громаді мешкало 4829 осіб (+5% порівняно з 2010 роком), іноземців було 10,4%. Густота населення становила 87 осіб/км².
За віковим діапазоном населення розподілялося таким чином: 13,3% — особи молодші 20 років, 54,8% — особи у віці 20—64 років, 31,9% — особи у віці 65 років та старші. Було 2470 помешкань (у середньому 1,9 особи в помешканні).
Із загальної кількості 1813 працюючих 279 було зайнятих в первинному секторі, 183 — в обробній промисловості, 1351 — в галузі послуг.